# Charles Jenkinson, 1. Earl of Liverpool

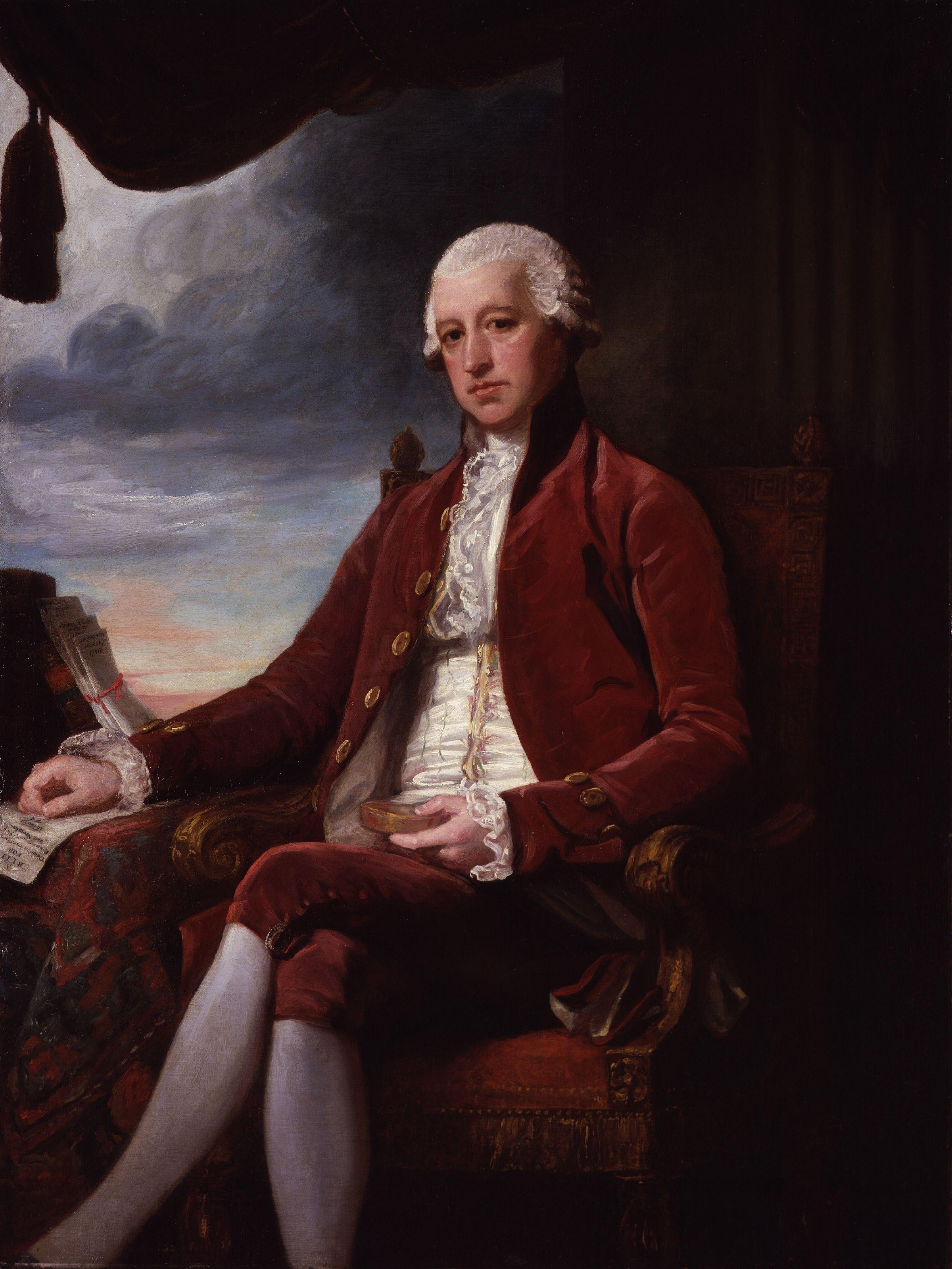
Charles Jenkinson, 1. Earl of Liverpool (Gemälde von George Romney)

Charles Jenkinson, 1. Earl of Liverpool PC (* 26. April 1727 in Winchester, Hampshire (Taufdatum: 16. Mai 1729); † 17. Dezember 1808 in London) war ein Staatsmann der konservativen Tories im Königreich Großbritannien und zuletzt im Vereinigten Königreich Großbritannien und Irland, der mehrere Jahre Abgeordneter des House of Commons sowie Minister war und 1786 als Baron Hawkesbury in den erblichen Adelsstand erhoben wurde, so dass er bis zu seinem Tod Mitglied des House of Lords war. 1796 wurde er zum Earl of Liverpool erhoben.

## Leben

### Regierungsbeamter und Unterhausabgeordneter
Jenkinson, dessen Vater Charles Jenkinson Oberst der Royal Horse Guards war, absolvierte nach dem Besuch der Charterhouse School ein Studium am University College der University of Oxford und trat danach in den Staatsdienst ein.
Nachdem er zwischen 1761 und 1762 Unterstaatssekretär im Nordministerium (Under-Secretary of the North Department), fungierte er als Nachfolger von Francis Gashry vom 10. Juni 1762 bis zu seiner Ablösung durch John Ross Mackye am 10. Mai 1763 als Treasurer of the Ordnance und war damit einer der engsten Mitarbeiter des für Artillerie, Ingenieurwesen, Befestigungsanlagen, militärische Versorgung, Transport und Feldlazarette verantwortlichen Master-General of the Ordnance.
1763 wurde Jenkinson erstmals zum Abgeordneten des House of Commons gewählt und vertrat dort zuerst bis 1766 den Wahlkreis Cockermouth, anschließend zwischen 1766 und 1772 den Wahlkreis Appleby sowie von 1772 bis 1774 für die konservativen Tories den Wahlkreis Harwich. Während dieser Zeit war er zwischen 1763 und 1765 Vereinigter Sekretär des Schatzamtes (Joint Secretary of the Treasury) und danach von 1766 bis 1766 Lord der Admiralität (Lord of the Admiralty), ehe er zwischen 1767 und 1773 Kommissionär des Schatzamtes (Lord of the Treasury) war. Daneben fungierte er von 1772 bis 1775 als Vereinigter Vize-Schatzmeister von Irland (Joint Vice-Treasurer of Ireland) und wurde 1773 auch Privy Counsellor (PC).
Jenkins wurde 1774 für die Tories im Wahlkreis Hastings wieder zum Abgeordneten in das House of Commons gewählt und vertrat diesen Wahlkreis bis 1780. Anschließend saß er zwischen 1780 und 1786 als Abgeordneter der Tories für den Wahlkreis Saltash im Unterhaus. In dieser Zeit fungierte er von 1775 bis 1808 als Clerk of Pells for Ireland und damit als Leiter des sogenannten Pell Office of Ireland, einer Behörde des Schatzamtes, in dem die Ein- und Auszahlungsbelege verwaltet und in Listen eingetragen werden.

### Minister, Oberhausmitglied und Familie
Daneben war Jenkinson von 1778 bis 1782 als Kriegsminister (Secretary at War) im Kabinett von Premierminister Frederick North. 1784 fungierte er kurzzeitig als Kommissionär des Handelsamtes (Lord of Trade).
Während der Amtszeit von Premierminister William Pitt wurde Jenkinson am 23. August 1786 Nachfolger von Thomas Townshend, 1. Baron Sydney Handelsminister (President of the Board of Trade) und bekleidete dieses Ministeramt bis zu seiner Ablösung durch James Graham, 3. Duke of Montrose am 7. Juni 1804 auch unter Pitts Nachfolger als Premierminister, Henry Addington. Gleichzeitig war er als Nachfolger von Thomas Villers, 1. Earl of Clarendon zwischen dem 6. September 1786 und seiner Ablösung durch Thomas Pelham am 11. November 1803 auch Chancellor of the Duchy of Lancaster.
Durch ein Letters Patent vom 21. August 1786 wurde Jenkinson als Baron Hawkesbury, of Hawkesbury in the County of Gloucester, in den erblichen Adelsstand erhoben und gehörte damit bis zu seinem Tod dem House of Lords als Mitglied an. Am 22. Juli 1790 erbte er von einem Cousin darüber hinaus den Titel als 7. Baronet, of Walcot in the County of Oxford and of Hawkesbury House Farm in the County of Gloucester, und übernahm zugleich die Funktion als Einnehmer für Inlandszölle (Collector of the Inland Customs). Am 1. Juni 1796 wurde ihm schließlich der erbliche Titel Earl of Liverpool verliehen.
Jenkinson war zwei Mal verheiratet. Aus seiner ersten am 9. Februar 1769 mit Amelia Watts geschlossenen Ehe ging sein Sohn Robert Banks Jenkinson hervor, der ihn 1808 als 2. Earl of Liverpool beerbte sowie zwischen 1812 und 1827 Premierminister war.
Am 22. Juni 1782 heiratete er in zweiter Ehe Catherine Bishopp, eine Tochter des langjährigen Unterhausabgeordneten Cecil Bishopp. Aus dieser Ehe gingen seine einzige Tochter Charlotte Jenkinson, die mit James Grimston, 1. Earl of Verulam verheiratet war, sowie sein jüngerer Sohn Charles Cecil Cope Jenkinson hervor, der ebenfalls mehrere Jahre Unterhausabgeordneter war, nach dem Tod seines älteren Bruders 1828 die Titel als 3. Earl of Liverpool erbte und zwischen 1841 und 1846 das Amt des Lord Steward of the Household bekleidete.

## Ehrungen
Nach ihm ist der Hawkesbury River in Australien benannt.